# Щуровы
Щуровы — русский дворянский род, записанный в VI часть родословной книги Тульской губернии.
Традиционно считается, что этот род восходит к началу XVII века, однако служилый дворянин Щуров упоминается среди рязанских вотчинников ещё около 1501 года. По версии, выдвинутой историком В. А. Ярхо, в XV веке Щуровы служили рязанским князьям и владели землями по берегу Оки, при великой княгине Анне Васильевне они получили вотчины на Рязанской Украйне, и лишь затем, в начале XVII века, были записаны в родовые книги как тульские дворяне.
Есть ещё несколько дворянских родов Щуровых более позднего происхождения, такие роды как Щур и Щуровские.